# مایکل اس. براون
مایکل استوارت براون (به انگلیسی: Michael S. Brown) (زاده آوریل ۱۹۴۱ در بروکلین، نیویورک)، پزشک آمریکایی و برنده جایزه نوبل فیزیولوژی و پزشکی سال ۱۹۸۵ است.
او از سال ۱۹۷۱ تاکنون در مرکز پزشکی دانشگاه تگزاس شعبه جنوب‌غربی به پژوهش مشغول بوده‌است.

## تحصیلات و تخصص
در نوجوانی، مایکل به حدی به علوم علاقه نشان داد که در سن ۱۳ سالگی مجوز پخش یک ایستگاه رادیویی شخصی ساخت خود را بدست آورد.
براون در سال ۱۹۶۲ از دانشگاه پنسیلوانیا کارشناسی خود در رشته شیمی را به پایان برد و جهت اخذ تحصیلات علوم پزشکی در همان دانشگاه ادامه تحصیل داد.
او تخصص خود را در بیمارستان عمومی ماساچوست سپری کرد، جاییکه با جوزف ال. گلدستین آشنا گردید.

## پژوهش‌ها

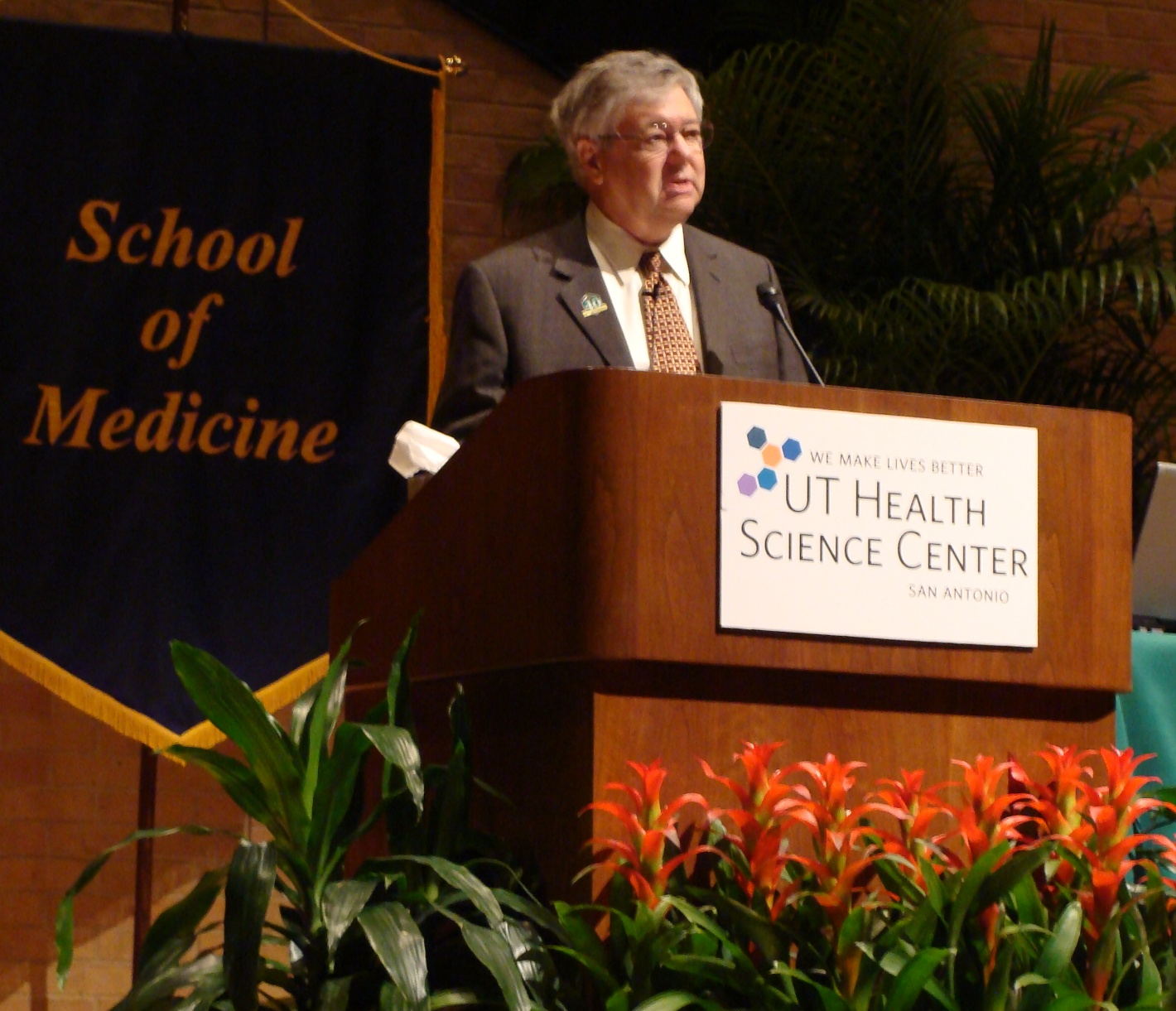
سخنرانی بمناسبت چهلمین سالگرد تأسیس مدرسه پزشکی مرکز علوم درمانی دانشگاه تگزاس در سن آنتونیو

پس از نقل مکان به دالاس، براون موفق به خالص سازی آنزیمی گردید که میزان واکنش در بیوسنتز کلسترول را کاتالیز می‌کند. اعتقاد او و گلدستین (که نیز از سیتل به دالاس نقل مکان کرد) بر این بود که میزان غیرعادی کنترل این آنزیم دلیل اصلی امراضی چون familial hypercholesterolemia هستند که بیماریی ژنی است. در این بیماری، میزان کلسترول در خون به حد بشدت بالایی ظاهر می‌گردد.
براون و گلدستین پژوهشهایی را انجام دادند که حاصل آن کشف و توصیف مکانیسمهای بیوشیمیایی و ژنتیکی اند که میزان کلسترول در سلولها را تنظیم می‌کند. در ۱۹۷۴، آن‌ها گیرندهٔ لیپوپروتئین کم چگال را کشف کردند. آنان متوجه شدند که این گیرنده، پروتئین‌های کلسترول دار ال دی ال را توسط فرایندی بنام receptor-mediated endocytosis به داخل سلول هدایت می‌کنند.
آنها توانستند با این تحقیقات برای نخستین بار، دلیل ایجاد و وقوع سکته قلبی را در مقیاس ملکولی توضیح دهند. امروزه بخاطر کشف آنان، داروهای ویژه‌ای ساخته و تولید می‌گردند که بر اساس خواص گیرنده‌های ال دی ال کار می‌کنند، و دانشمندان توانسته‌اند بیماریهای بسیاری را شناسایی کنند که بر اساس فرایند مشابه و با گیرنده‌های ژنتیکی کار می‌کنند.